# Erika Heß

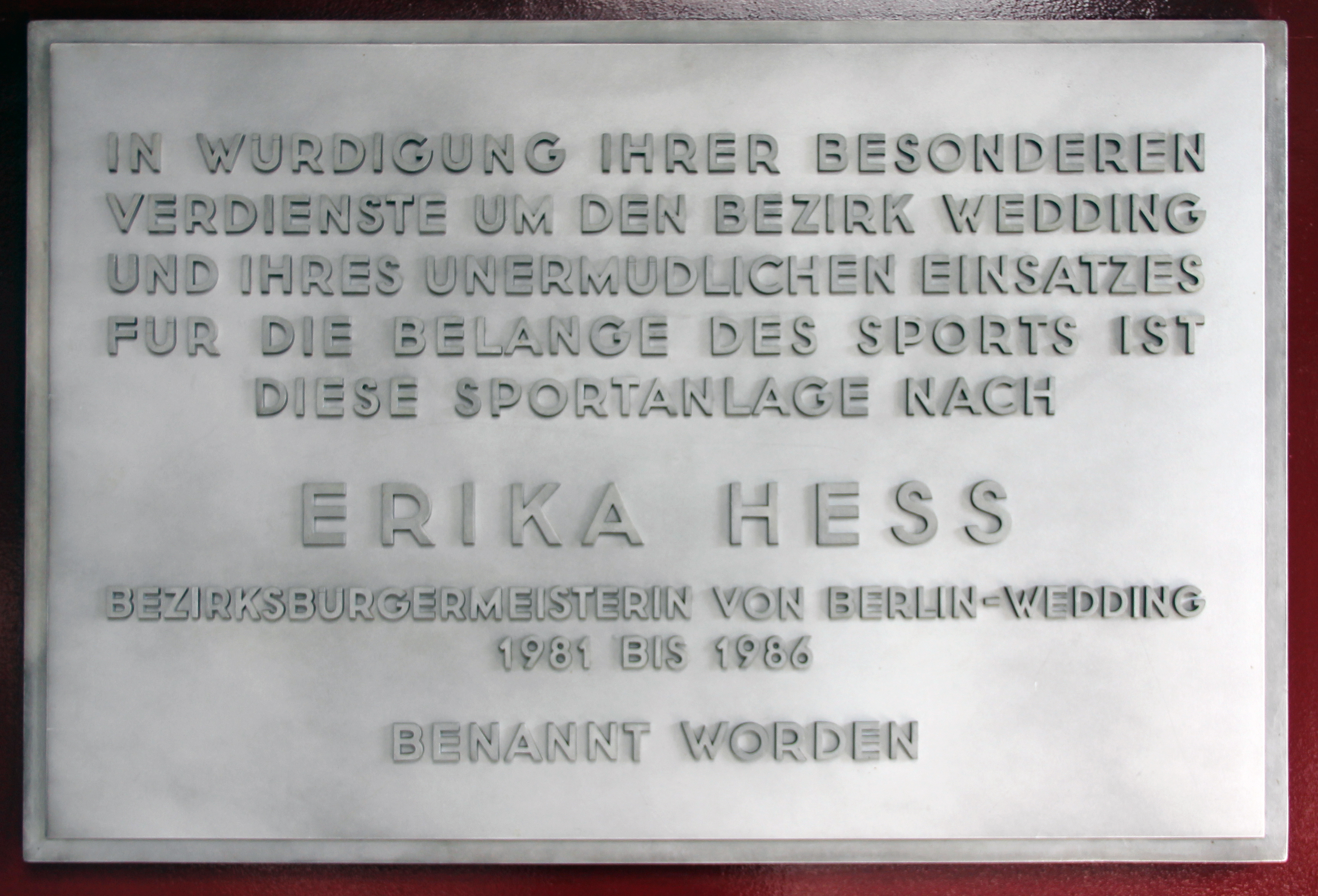
Gedenktafel, Müllerstraße 185, in Berlin-Wedding

Erika Heß, geborene König (* 16. Mai 1934 in Hachen in Westfalen; † 30. Mai 1986 in West-Berlin), war von 1981 bis zu ihrem Tod Bezirksbürgermeisterin des früheren Berliner Bezirks Wedding.
Die gelernte Industriekauffrau arbeitete bis 1960 in Westfalen in einem Industriebetrieb. Sie heiratete nach Berlin und trat 1961 in eine Zehlendorfer Abteilung der SPD ein. Bei der Berliner Wahl 1971 wurde sie in die Bezirksverordnetenversammlung im Bezirk Zehlendorf gewählt, bei der folgenden Wahl 1975 wurde Heß in Zehlendorf zur stellvertretenden Bezirksbürgermeisterin und Stadträtin für Jugend und Sport gewählt. Da der Bezirksbürgermeister von Berlin-Wedding Horst Bowitz aus gesundheitlichen Gründen 1981 ausschied, konnte sie nach der Wahl 1981 dessen Amt übernehmen.

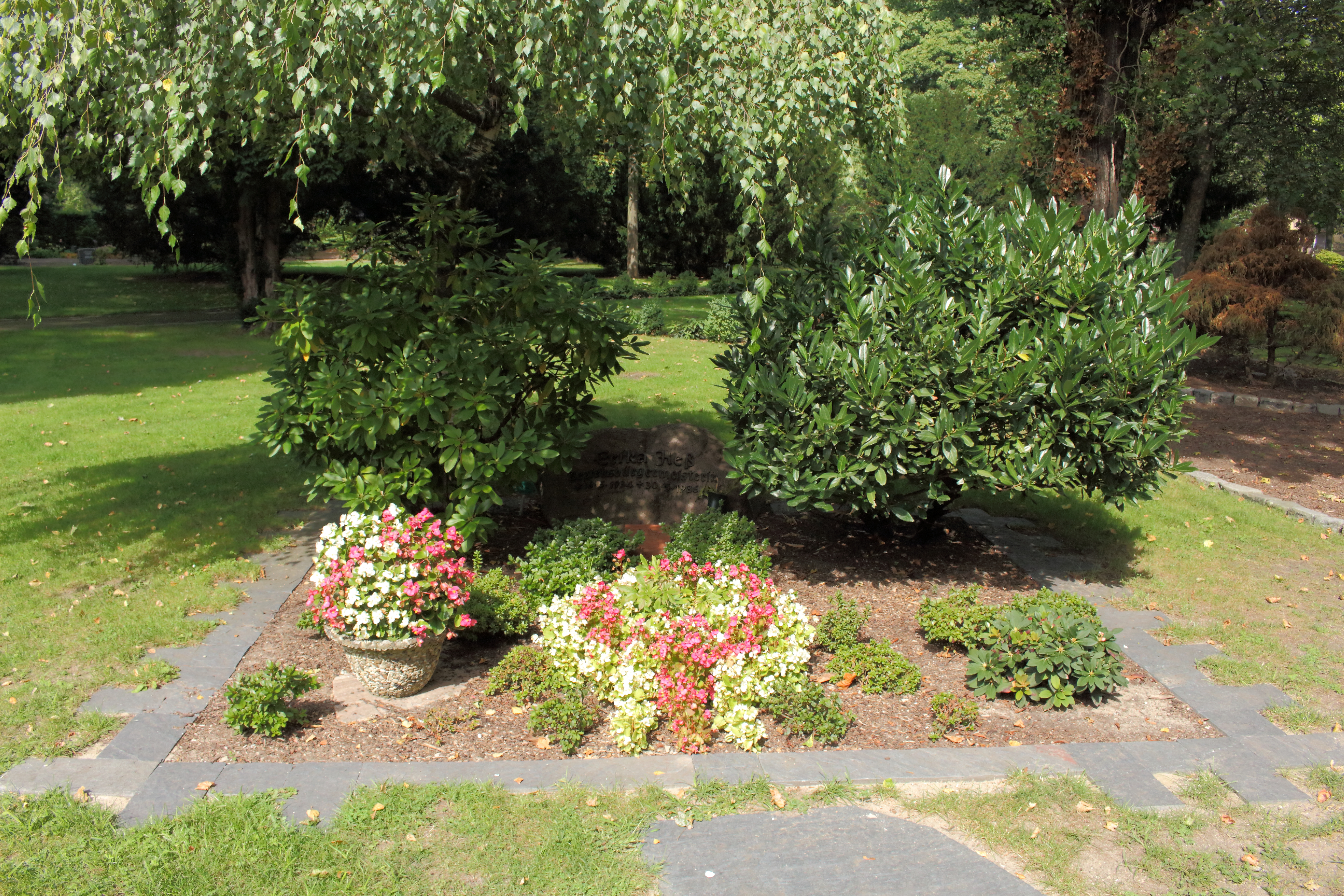
Ehrengrab von Erika Heß auf dem Urnenfriedhof Seestraße im Wedding

Die Sozialpolitikerin und zweifache Mutter war mit dem Berliner Politiker Hans-Jürgen Heß (1935–2010) verheiratet. 
Erika Heß starb Ende Mai 1986 im Alter von 52 Jahren in Berlin. Sie wurde auf dem Weddinger Urnenfriedhof Seestraße beigesetzt (Grablage: II-7-1/3).

## Ehrungen

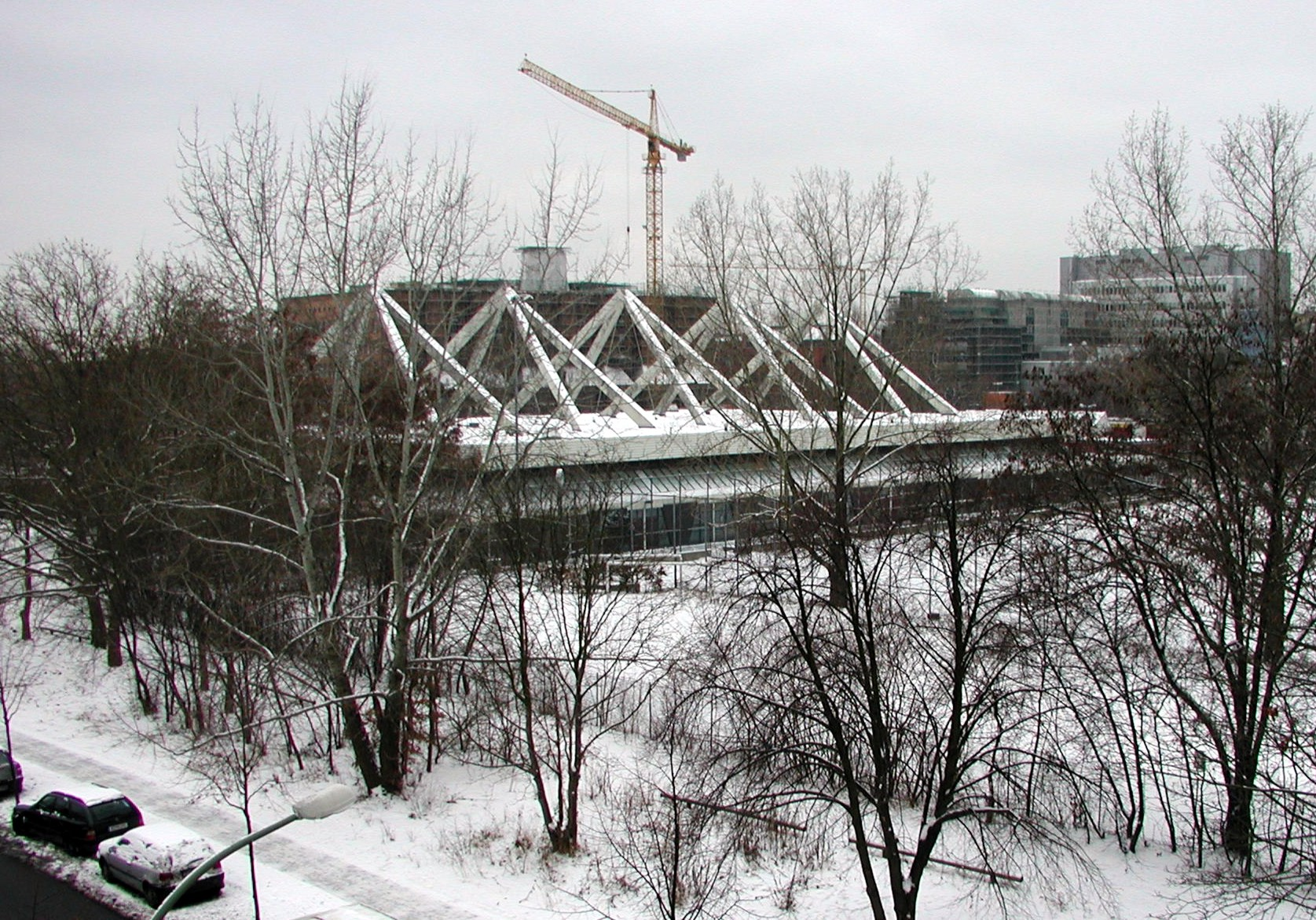
Das Erika-Heß-Eisstadion im Winter 2005

- Das 1967 erbaute Erika-Heß-Eisstadion im Wedding wurde 1987 nach ihr benannt und erinnert an sie mit einer Metall-Gedenktafel.
- Auf Beschluss des Berliner Senats ist die letzte Ruhestätte von Erika Heß auf dem Urnenfriedhof Seestraße seit 1997 als Ehrengrab des Landes Berlin gewidmet. Die Widmung wurde im Jahr 2021 um die übliche Frist von zwanzig Jahren verlängert.[3]
- Ihrem rhetorischen Geschick und ihrer Volkstümlichkeit verdankte sie den über Parteigrenzen hinaus benutzten Titel Mutter vom Wedding.
- Posthum wurde nach der Politikerin wegen ihres Engagements für benachteiligte Kinder die Erika-Heß-Stiftung benannt, die sich für geistig und körperlich behinderte Kinder einsetzt.
- Der große Sitzungssaal im Kurt-Schumacher-Haus wurde am 1. Juni 2006[4] nach der Politikerin benannt und mit einer Heß-Gedenkfotogalerie versehen.[5]
- Das Franz-Neumann-Archiv veröffentlichte 2006 eine 80-seitige Broschüre über Erika Heß.[5]